# Nónfjall (kulle i Island, Västfjordarna, lat 65,54, long -21,63)
Nónfjall är ett berg i republiken Island. Det ligger i regionen Västfjordarna, 160 km norr om huvudstaden Reykjavík. Toppen på Nónfjall är 564 meter över havet.
Trakten runt Nónfjall är nära nog obefolkad, med mindre än två invånare per kvadratkilometer. Närmaste större samhälle är Hólmavík, omkring 20 kilometer norr om Nónfjall. Trakten runt Nónfjall består i huvudsak av gräsmarker.